# Péter Kőszeghy
Péter Kőszeghy (* 2. September 1971 in Balassagyarmat) ist ein ungarischer Komponist und Musikpädagoge.

## Biografie
Kőszeghy wurde 1971 im ungarischen Balassagyarmat geboren. Er besuchte von 1985 bis 1989 das Béla-Bartók-Gymnasium für Musik in Miskolc, wo er Querflötenunterricht erhielt. Er studierte von 1989 bis 1992 Querflöte und Musikpädagogik an der Pädagogischen Fakultät der Franz Liszt Musikhochschule in Győr. Zusätzlich nahm er privaten Kompositionsunterricht bei Attila Reményi und Endre Olsvay. Von 1992 bis 1993 war er Mitglied der „Gruppe Junger Komponisten“ (Fiatal Zeneszerzők Csoportja (F.Z.CS.)) in Budapest.
Im Jahr 1993 siedelte nach Deutschland aus und studierte bis 1999 Komposition bei Paul-Heinz Dittrich und Elektronische Musik bei Andre Bartetzki am Studio für Elektroakustische Musik (STEAM) der Hochschule für Musik „Hanns Eisler“ Berlin. Von 2000 bis 2001 besuchte er die Kompositionsklasse von Hans Zender an der Hochschule für Musik und Darstellende Kunst Frankfurt am Main. Er wohnte Seminaren von Edisson Denissow, Gerhard Stäbler, Mathias Spahlinger und Friedrich Goldmann bei. Zudem war er Gast bei den Darmstädter Ferienkursen.
Seit 1999 lebt er als freischaffender Komponist und Musikpädagoge in Berlin. Seine Werke wurden unter anderem von dem Helsinki Philharmonic Orchestra, der musikFabrik, dem Kammerensemble Neue Musik Berlin, dem Ensemble Sortisatio, dem Ensemble Zagros und dem Ensemble Aleph aufgeführt. Seit 2004 ist das Gesamtwerk von Kőszeghy bei der Edition Juliane Klein verlegt. 2009 war er Composer in Residence von Deutschlandfunk und der Kunst-Station Sankt Peter.
2002 war er Dozent beim Förderkurs „Jugend komponiert“ in der Musikakademie Rheinsberg, 2008 bei den Weimarer Frühjahrstagen für zeitgenössische Musik und seit 2009 beim KlangNetz Dresden und der Hochschule für Musik Carl Maria von Weber Dresden.
Kőszeghy ist Mitglied im Brandenburgischen Verein Neue Musik, seit 2007 bei musik21 und seit 2009 im Forum Zeitgenössischer Musik Leipzig.
Seit 2015 befasst sich Kőszeghy neben seiner kompositorischen und pädagogischen Tätigkeit mit den Studien der Naturheilkunde, Pflanzenheilkunde bei Impulse e. V., Schule für freie Gesundheitsberufe. Seit 2018 leitet er die Kompositionsklasse an der Musikschule Reinickendorf, Berlin. 2018 gründete er gemeinsam mit seinem Kompositionsschüler Fabian Blum das Ensemble HDES für Aktuelle Musik, Berlin und ist Initiator und Organisator des Festivals „Aktuelle Musik“ der Musikschule Reinickendorf, Berlin.

## Werke
(Auswahl aus den jüngsten Arbeiten)

### Soli
- UTOPIE II – für Knopfakkordeon (1995–6)
- UTOPIE III – für Querflöte (1996–8)
- TARTARUS – für Klavier (1999)
- UTOPIE VII – für Violine (2000)
- WRATH – für Klavier (2001)
- L`Ècole du Libertinage für E-Violine [2002]
- ECLAT 03022002 – für Bassflöte (2002)
- MINERVA – für Tenorblockflöte, Zuspielungen (2003)
- SCHACH – für Altblockflöte mit/ohne Ghettoblaster (Zuspielungen) (2004)
- SPIRITS für Flöte und ZuspielCD [2004/2005] für Camilla Hoitenga
- GAIA (Ritual) – für Dizi-Flöte, Zuspielungen (2006)
- NIOBE für Flöte [2008]
- UTOPIE XIII "Eisblüten" für Piccoloflöte [2007] Camilla Hoitenga gewidmet
- UTOPIE XV "crystal" für Orgel [2009] Auftragswerk des DLF
- UTOPIE XVII "chochma" für Bohlen Pierce Klarinette [2009/2010]
- SHIRO – für Klavier (2011)
- STOA – für Blockflöte solo (2011)
- UTOPIE XI "deep inside" für Tuba - Jan Termath gewidmet [2011]
- CHUFU für Kontraforte - Robert Gillinger gewidmet [2011]
- ATEM für Kontrabass Flöte - Klaus Schöpp gewidmet [2011]
- BLUE (brooklet) für Klavier [2012]
- SUN für Toy Piano [2012]
- NOIRE (noble - brillant) für Klavier [2012–13]
- bardo – für Stimme und Klangschale (2013)
- MOON VEIL für Toy Piano und Melodika (ein Spieler) [2013]
- ALCHEMY 1. – crystal and lead – für Kalimba, Zuspiel-CD (2013)
- только дыхание – ein Tanz mit Kaiser Karl – für Klavier (2014)
- LAVA – für Flöte solo (2016)

### Kammermusik
- "GEGEBEN SEI: 1., Fett, das birgt, 2., Filz, der wärmt, 3., Kupfer, das leitet, 4., Honig, der nährt, 5., Blut, das pulsiert, 6., Batterie, die sich auflädt" für Klarinette (B), Fagott, Posaune, Percussion, Klavier, Violoncello und Kontrabass [2005]
- IGNIS, LUX... für Klarinette(n), Saxophon(e) und Klavier [2004/2005]
- Es ist GENUG! für 3 Blockflöten [2005]
- UTOPIA (Klang statt Stillstadt - verirrte Illusion) Klaviertrio [2005]
- POGO für vier Schlagzeuger mit Fellinstrumenten [2006]
- SECRET BOOK für Sopran, Flöte, Oboe, Klarinette in B, Klavier und Percussion [2006]
- ABYSS [2006] für Stimme und Akkordeon. UA 26. Januar 2007 Bamberg (Neues Palais; Irene Kurka [Sopran], Stefan Hippe [Akkordeon])
- GARM für vier Schlagzeuger mit Metallinstrumenten [2007]
- LOUHI für Flöte, Oboe, Klarinette (B), Fagott, Horn (F) und Kontrabass [2007]
- MORTUALIUM (coins for Charon) "In memoriam György Ligeti" für Flöte, Oboe, Klarinette (B), Bassklarinette, Horn, Posaune, Celesta, Klavier, 2 Violinen, Viola, V.cello, Kontrabass [2007]
- [SCHOCK] KOMA für E-Gitarre, Percussion [2008]
- STIGMA (urban game) für Flöte, Klarinette, Harfe, Percussion, Klavier [2009]
- KOLLAPS für Kontraforte, Ensemble (Flöte, Oboe, 2 Klarinetten, Posaune, Klavier, 2 Violinen, Viola, Violoncello) [2009/10]
- STIGMA - dying berlin blues für Klarinette, Trompete, E-Gitarre, E-Bass, Percussion [2011]
- CONCEALED SOULS für Streichquartett [2011]
- souls für Flöte, Viola, Violoncello [2011]
- STYX für 2 Tenorblockflöten, Violoncello, Cembalo [2011]
- GARGOIL (Nr. 1) für Akkordeon, Percussion [2011]
- FLIGHT OF ICAROS für Flöte, Klarinette, Saxophon, Percussion, Klavier, 2 Violinen, Viola, Violoncello, Kontrabass [2012]
- HEKATE's DREAM für Blockflöte, Violine und Violoncello [2012]
- PHOSPHOROS – für Flöte, Violine, Violoncello (2012)
- AMULET – für Klarinette, Klavier (2012)
- CHACONNE – zedekhia's tears für Flöte, Klarinette, Klavier, Violine, Violoncello [2013]
- AMETHYST für Flöte, Klavier [2013]
- saphir für Klarinette, Klavier [2013]
- „death march – In Memoriam Alice Herz-Sommer“ für Stimme, Ensemble (Fl., Klar., Hr., Pos., Perc., Klav., Vl., Vla., Vc. Kb.) [2014]
- ALCHEMY II – crystal & bones – für 3 Toy Pianos (2014)
- souls (magic) – für Horn, Violine, Violoncello (2016)
- NIMRUD – für Flöte, Klarinette, Harfe, Klavier, Violine, Viola, Violoncello (2017)
- DIMENSION 5 – für Baritonsaxophon, Posaune, Toy-Piano, Violoncello, Akkordeon (2017)
- Achat – für Klarinette, Violine, Percussion, Klavier (2019)
- stab – für Altsaxophon, Gitarre, Akkordeon, Kontrabass (2019)
- BOT – für Trompete, Percussion (2020)
- Perlmutt – für Klarinette, Akkordeon, Violoncello (2021)
- depth, deep blue distance – für Violine, Klavier (2021)
- ERZ – für Bassklarinette, Violoncello, Celesta (2021)
- Rayon du lumière – Kammerkonzert – für Flöte, Vibraphon, Streichquartett (2021)
- Feuille – für Flöte, Klarinette, Akkordeon, Violine, Violoncello (2021)

### Kammermusik mit Elektronik
- ARIADNE’s THREAD (lose - pick up) für Flöte, Oboe, Fagott und ZuspielCD [2006]
- ROOTS - Gemeinschaftskomposition mit Gerhard Stäbler für 2 Stimmen, Flöte, Violine, Violoncello, Klavier, Live-Elektronik und ZuspielCDs [2006]
- "SATANS TRICKS (Sebeinket tànyèrodra rakom)" /Ich lege unsere Wunden auf dein Schälchen / (nach einem Gedicht von Lörinc Szabò) für 2 Flöten, Fagott, Posaune, Violine, Violoncello, Harfe, Klavier und Synthetisator[DX 7] und ZuspielCD [2006]
- DEPHT für Bassklarinette (in B), Tuba, Kontrabass, Klavier, Percussion und ZuspielCD [2006]
- KEEN – für Flöte, Klarinette, Violine, Violoncello (2010)
- ANDROID DREAM – für 5 E-Gitarren (2010)
- MATRIX 01.02.03.04. für Blockflötentrio, Elektronik [2011]
- STYX – für 2 Tenorblockflöten, Violoncello, Cembalo (2011)
- La grotte de Lascaux – für Stimme, Blockflöte, Violine, Toy Piano, Zuspielungen (2011)
- SCARABEUS – für Sopran, Gitarre, Akkordeon, Violine, Kontrabass (2011)
- CONCEALED SOULS – für Streichquartett (2011)
- STIGMA - dying berlin blues – für Klarinette, Trompete, E-Gitarre, E-Bass, Percussion (2011)
- SEELENGELEITER für 2 Trompeten, Schlagzeug und Elektronik [2012]
- jupiter's clouds für zwei Flöten, Elektronik [2013]

### Orchester
- STEINFLUT(Handschmeichler und Donnerkeile) für großes Orchester (77), [2000]
- SOLUFLIGHT (the edge) Concerto für Querflöte und großes Orchester [2006]
- SATURN WAYS Concerto for flute and small Orchestra (Solo flute, fl., ob., cl., 2 perc., strings: 6-4-4-3-1) [2008/2009]
- "...der Pfahl im Fleische..." for String Orchestra (6-6-4-4-2) [2010]
- THREE SHAMANISTIC RITUALS four Pieces for Orchestra (2 fl., 2 ob., 2 cl., 2 bsn., 4 hn., 2 trp., 2 trb., t., 2 perc., hf., strings) [2011]
- FULL MOON FLOAT for Orchestra (instrumentation ad lib.: 2 fl./ad lib. Blfl., Ob./ad lib. Blfl, 2 Fg, Pos./ad lib Fg., 2 Schlagzeuger, Tasteninstrumente/ad lib. Klav., E-pno, Keyb., Melodikas/, Violinen I und II, Bratschen, Violoncelli/divisi) [2013]
- HOT STONES - BROKEN DIAMONDS first clarinet concerto for Solo clarinet and orchestra for Csaba Rajnai [2014]

### Elektroakustik
- CROSSOVER für Oboe, Fagott, Viola, Gitarre (auch E-Gitarre) und Zuspiel CD [2002/2005]. Uraufführung: Ensemble Sortisatio, Zwischengrün „Musik und Landschaft“, Halde in Grünau, Leipzig 17. September 2005.
- DEPHT für Bassklarinette, Tuba, Kontrabass, Klavier, Percussion und Zuspiel CD [2006]

### Bühne
- KREATUR 3 (Der Diktator) Kammeroper nach dem Libretto von Thomas Lehr für Tenor, 2 Baritöne, Flöte, Klarinette, Fagott, Horn, Posaune, Percussion, Harfe, Klavier, Kontrabass [2006/2007]

### Klangaktionen
- ZAUN(Pietà) ein Hörbild zu einer Fotografie von H. Strecker; Klangaktion für Maultrommel mit Verzerrung und ZuspielCD[2003]
- SEXUS-PLEXUS-NEXUS Klangaktion für männlichen Schreier mit Verstärkung/Verzerrung und ZuspielCD[2003]

## Auszeichnungen
- 1995 – Hanns-Eisler-Preis für Komposition und Interpretation zeitgenössischer Musik (WAW-Version 2)
- 1997 – Hanns-Eisler-Preis für Komposition und Interpretation zeitgenössischer Musik (ENTROPIE/alpha)
- 1999 – Hanns-Eisler-Preis für Komposition und Interpretation zeitgenössischer Musik (KYLKHOR-KYLKHOR)
- 1999 – Erster Preis beim internationalen Kompositionswettbewerb des Hessischen Staatstheaters Wiesbaden
- 1999 – Stipendium des Studios für elektroakustische Musik (SeaM) in Berlin
- 2001 – Erster Preis beim Internationalen Kompositionswettbewerb Biennale Neue Musik Hannover
- 2001 – Zweiter Preis des Kompositionswettbewerbs 10 Jahre ORB
- 2003 – Erster Preis des Kompositionswettbewerbs der Viola-Stiftung Walter Witte in Frankfurt am Main
- 2004 – Erster Preis in der Kategorie „schwer“ des internationalen Kompositionswettbewerbs für das Trio Aeolian
- 2005 – Lobende Anerkennung beim internationalen Kompositionswettbewerb des Ensembles Maderna und des Deutschen Tonkünstlerverbandes in Würzburg
- 2005 – Zweiter Preis beim Kompositionswettbewerb der 6. Weimarer Frühjahrstage für zeitgenössische Musik
- 2005 – Deutscher Beitrag für die internationalen Weltmusiktage 2006
- 2006 – Dritter Preis in der Kategorie „schwer“ des internationalen Kompositionswettbewerbs für das Trio Aeolian
- 2006 – Stipendium der Akademie der Künste in Berlin
- 2006 – Nominiert für das Preisträgerkonzert beim internationalen Kompositionswettbewerb des Schreyahner Herbstes
- 2007 – Nominiert aus 500 Werken fürs Preisträgerkonzert des Kompositionswettbewerbs des internationalen Kompositionswettbewerbs des Festivals Ensemblia in Mönchengladbach
- 2007 – Zweiter Preis beim internationalen Kompositionswettbewerb In Memoriam György Ligeti des ungarischen Kulturministeriums und des Collegium Hungaricum in Berlin
- 2008 – Dritter Preis beim internationalen Kompositionswettbewerb für Orchester der 9. Weimarer Frühjahrstage für zeitgenössische Musik
- 2009 – Stipendium des Künstlerhauses Lukas
- 2009 – Stipendium des Künstlerhauses Schloss Wiepersdorf
- 2010 – Preisträger beim internationalen Kompositionswettbewerb des FZML
- 2011 – Erster Preis beim internationalen Kompositionswettbewerb des Tonkünstlerverbands Würzburg
- 2011 – Preisträger beim Kompositionswettbewerb „New Age“ von ERTA
- 2011 – Erster Preis beim internationalen Kompositionswettbewerb für Jugendsinfonieorchester des Tonkünstlerverbands Würzburg
- 2014 – JukeBoxx New Music Award der Christoph und Stephan Kaske Stiftung

## Schriften
- Grenzüberschreitungen – Wege, Neues zu finden? In: KunstMusik 4 (2005) S. 46–50.
- Warum komponiere ich (nicht) für die Kirche? Eine Umfrage. In: Musik & Kirche 79 (2009) 4, S. 260–264.